# Olympische Sommerspiele 2000/Teilnehmer (Sri Lanka)
| Gelbes Symbol für Goldmedaillen mit stilisierten Olympischen Ringen | Graues Symbol für Silbermedaillen mit stilisierten Olympischen Ringen | Braundes Symbol für Bronzemedaillen mit stilisierten Olympischen Ringen |
| ------------------------------------------------------------------- | --------------------------------------------------------------------- | ----------------------------------------------------------------------- |
| —                                                                   | 1                                                                     | —                                                                       |

Sri Lanka nahm an den Olympischen Sommerspielen 2000 in der australischen Metropole Sydney mit 18 Athleten, neun Frauen und neun Männer, in vier Sportarten teil.
Seit 1948 war es die dreizehnte Teilnahme des asiatischen Staates an Olympischen Sommerspielen.

## Flaggenträger
Die Leichtathletin Damayanthi Dharsha trug die Flagge Sri Lankas während der Eröffnungsfeier im Stadium Australia.

## Medaillengewinner
Mit einer gewonnenen Silbermedaille belegte das Team Sri Lankas Platz 64 im Medaillenspiegel.

### Silber
| Name(n)               | Sportart       | Wettkampf         |
| --------------------- | -------------- | ----------------- |
| Susanthika Jayasinghe | Leichtathletik | Frauen, 200 Meter |

## Teilnehmer nach Sportarten

### Leichtathletik
- Sugath Thilakaratne
400 Meter: Viertelfinale
4 × 400 Meter: Halbfinale

- Rohan Pradeep Kumara
400 Meter: Vorläufe
4 × 400 Meter: Halbfinale

- Sarath Prasanna Gamage
Marathon: 73. Platz

- Harijana Ratnayake
400 Meter Hürden: Vorläufe

- Vellasamy Ratna Kumara
4 × 400 Meter: Halbfinale

- Ranga Wimalawansa
4 × 400 Meter: Halbfinale

- Manura Kuranage Perera
4 × 400 Meter: Halbfinale

- Susanthika Jayasinghe
Frauen, 100 Meter: Halbfinale
Frauen, 200 Meter: Silber

- Damayanthi Dharsha
Frauen, 400 Meter: Viertelfinale
Frauen, 4 × 100 Meter: Vorläufe

- Sriyani Kulawansa
Frauen, 100 Meter Hürden: Viertelfinale

- Tamara Samandeepika
Frauen, 4 × 100 Meter: Vorläufe

- Pradeepa Herath
Frauen, 4 × 100 Meter: Vorläufe

- Nimmi de Zoysa
Frauen, 4 × 100 Meter: Vorläufe

### Schießen
- Ruwani Abeymanne
Frauen, Luftpistole: 31. Platz
Frauen, Sportpistole: 42. Platz

- Malini Wickramasinghe
Frauen, Luftgewehr: 47. Platz
Frauen, Kleinkaliber, Dreistellungskampf: 42. Platz

### Schwimmen
- Conrad Francis
100 Meter Schmetterling: 58. Platz

- Theekshana Ratnasekera
Frauen, 50 Meter Freistil: 64. Platz

### Segeln
- Lalin Jirasinha
Finn Dinghy: 25. Platz